# CJ Hamilton (cầu thủ bóng đá)
CJ Hamilton (sinh ngày 23 tháng 3 năm 1995) là một cầu thủ bóng đá người Anh thi đấu cho Mansfield Town.

## Sự nghiệp
Hamilton bắt đầu sự nghiệp cùng với Sheffield United và dành thời gian thi đấu cho mượn tại Halifax Town và Gateshead ở mùa giải 2015–16. Anh gia nhập Mansfield Town vào tháng 6 năm 2016 và có màn ra mắt ngày 9 tháng 8 năm 2016 trước Blackburn Rovers ở EFL Cup.